# Smordwa
Smordwa (ukr. Смордва) – wieś na Ukrainie w rejonie młynowskim obwodu rówieńskiego.

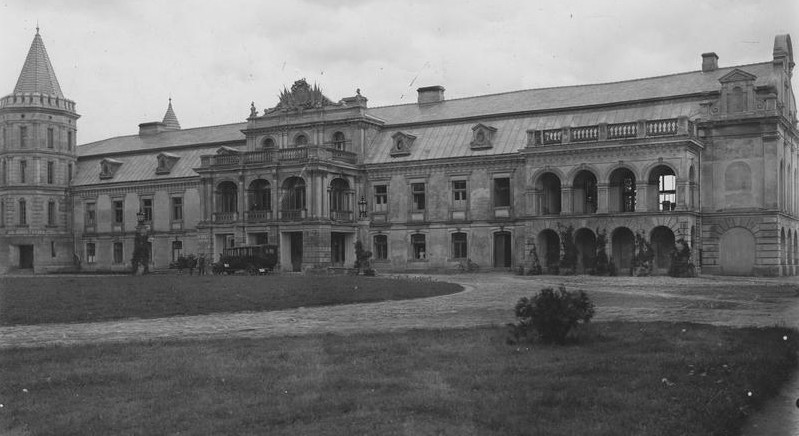
Pałac Ledóchowskich w Smordwie

## Zamek w Smordwie
W XVI wieku istniał tu zamek z basztami. Prawdopodobnie w drugiej połowie XVIII w. dobra stały się dziedzictwem Ledóchowskich h. Szaława, których gniazdo rodzinne znajdowało się w Ledóchowie w powiecie krzemienieckim. Miejscowość stała się wkrótce centrum ich dóbr. Przypuszczalnie Józef Piotr Ledóchowski wybudował pałac klasycystyczny, wykorzystując może mury dawnego zamku. Wygląd tego pałacu nie jest znany, gdyż w połowie XIX w. Janusz Ledóchowski budynek ów przebudował na rezydencję. Po rozbudowie, dokonanej według projektu Henryka Marconiego, bryła pałacu została znacznie wydłużona. Niezadowolony z kształtu nadanego pałacowi przez Marconiego, Michał Ledóchowski zaangażował Stefana Szyllera do ponownej przebudowy, którą wykonano w pierwszej dekadzie XX w., nie naruszając samej bryły budynku, znacznie ją tylko wzbogacono w stylu neorenesansowym. W lipcu 1943 roku UPA napadła na 60 mieszkańców wsi, którzy schronili się w majątku, jednak po całonocnej walce udało się atak odeprzeć, jednak 15 obrońców zginęło. Po 1945 roku pałac zburzono.
We wsi zachowała się prawosławna cerkiew z 1787 roku (pierwotnie unicka) z grobowcami Ledóchowskich. W XIX wieku w ramach rusyfikacji dodano na jej dachu cebulaste kopułki.

## Urodzeni w Smordwie
- Roman Norbert – polski inżynier, rolnik, poseł na Sejm kontraktowy[4].